# Квопо (Оклахома)
Квопо (енгл. Quapaw) град је у америчкој савезној држави Оклахома.

## Демографија
По попису из 2010. године број становника је 906, што је 78 (-7,9%) становника мање него 2000. године.
| Група             | 2000.       | 2010.       |
| Белци             | 668 (67,9%) | 569 (62,8%) |
| Афроамериканци    | 0 (0,0%)    | 0 (0,0%)    |
| Азијати           | 2 (0,2%)    | 1 (0,1%)    |
| Хиспаноамериканци | 15 (1,5%)   | 26 (2,9%)   |
| Укупно            | 984         | 906         |